# Spoorlijn 266
Spoorlijn 266 was een Belgische industrielijn in Charleroi. De lijn liep vanaf het vormingsstation Monceau via station Courcelles-Centre naar de Fosse 6 / Perier en was 4,5 km lang. In het verleden heeft de lijn ook het nummer 190 gehad. 

## Aansluitingen
In de volgende plaatsen was er een aansluiting op de volgende spoorlijnen:
Monceau
Spoorlijn 124 tussen Brussel-Zuid en Charleroi-Centraal
Spoorlijn 124A tussen Luttre en Charleroi-Centraal
Spoorlijn 260 tussen Monceau en Charleroi-West
Spoorlijn 260A tussen Monceau en Amercoeur
Spoorlijn 268 tussen Monceau en Monceau-Usines
Y Estacade
Spoorlijn 266A tussen Y Estacade en Fosse 4
Courcelles-Centre
Spoorlijn 112A tussen Roux en Piéton